# Magniotriplite
La magniotriplite è una varietà di wagnerite ricca di ferro e magnesio. Fino al 2003 era considerata una specie a sé stante.